# DJ Towa
Juan Alejandro Cutimbo Silva (Lima, 6 de diciembre de 1992), conocido por su nombre artístico DJ Towa, es un disc-jockey, productor musical y empresario peruano que alcanzó a la popularidad por haber sido parte de diferentes proyectos con cantantes del medio local. Aprovechando su fama como artista se consolidó como conductor de los programas musicales de medianoche de la emisora peruana Studio 92 a fines de los años 2010 e inicios de los 2020s.

## Biografía
Nació el 6 de diciembre de 1992 en Lima, bajo el nombre de Juan Alejandro Cutimbo Silva.[cita requerida] Desde temprana edad, mostró su interés por la música; tocaba guitarra y percusión.
Cutimbo comenzó su carrera artística bajo el nombre de DJ Towa como parte del programa web Fruity Loops en donde realizó remezclas y arreglos musicales de música electrónica en 2009. En 2015, entró en la industria de la radio radio con el lanzamiento de su propio programa semanal StudioMix por la emisora FM Studio 92.
En 2017, Cutimbo comienza a colaborar con artistas nacionales e internacionales y formó parte de la producción de la canción «Modo avión», interpretados por los cantantes Legarda y Diego Val. Al año siguiente, DJ Towa lanza su primer álbum de estudio Luces, de géneros urbanos como reguetón, trap y hip hop. Participó en el recinto local Truck Park de Surquillo junto con DJ Peligro. Además, fue telonero del concierto de Alan Walker en el Perú y continuó con sus colaboraciones musicales, entre ellas bandas como We the Lion, Olaya Sound System, Inkas Mob y Raes.
Producto a su fama como artista musical, Towa obtuvo la nominación a los Premios DJ Award 2017, en la categoría de mejor DJ nacional. Al año siguiente, se unió con Clara Yolks y GA para el remix de la canción «Lunera», interpretada por la cantante peruana mencionada.
En 2016, Cutimbo estrenó su propia línea de ropa masculina bajo la marca TV Mix. En 2023, ingresa a formar parte del programa Stars del Grupo RPP, cuyo enfoque se centra en redes sociales. Participó al lado de Connie Chaparro, Regina Alcóver, Jesús «el Tanke» Arias y otros personajes del medio local.
En 2021, lanzó su álbum Ritmo junto a EGalas. Este logró una buena aceptación en plataformas de internet como Spotify.  Previo a ello, colaboró con el cantante urbano Yamal en la canción «Amor y fuego», que cual se convertiría en el tema principal del programa del mismo nombre. Con Yamal trabajó anteriormente en el proyecto «Traguito de más» con la intérprete Marie Cherry Pop en 2019.
Towa trabajó con el dúo musical Charlie & Nani para el sencillo del grupo «Vente pa' ca» en 2021. Estuvo involucrado en la producción musical y sonido.Volvió a trabajar con DJ Peligro en el nuevo tema «Vacunatón» durante la pandemia de COVID-19 ese año.

## Discografía

### Álbumes de estudio
- 2019: Luces

### Sencillos
- 2017: Found love
- 2017: Makinola
- 2017: Danza
- 2018: All my demons
- 2018: Explotar conmigo
- 2018: Lose control
- 2018: Lunera
- 2018: Marinero
- 2018: Castigo (ft. Marie Cherry Pop)
- 2018: Blue Fire Remix
- 2019: Right here
- 2019: Parece que fue ayer
- 2019: Traguito de más
- 2019: Candela
- 2019: Loco
- 2019: Asi
- 2019: Party
- 2020: Playa
- 2020: Treke
- 2020: Piénsalo
- 2020: Jugo de colores
- 2020: Tatoo Remix
- 2020: Jugo con pam pam
- 2020: Que no pare esta fiesta
- 2020: Nieve Remix
- 2020: Go Tati
- 2020: Selvatón
- 2020: Amor y fuego
- 2020: Perreo árabe
- 2020: Este amor no es para cobardes
- 2020: Picante
- 2021: Candela Remix
- 2021: Fluya Remix
- 2021: No sé Remix
- 2021: Ven pa' ca
- 2021: Vacunaton
- 2021: Le llegó
- 2022: Arena MG
- 2022: Back2Class
- 2022: TTT

## Radio
- StudioMix (2015-2018), presentador y DJ, por Studio 92.
- Sessions con DJ Towa (2019-2024), presentador y DJ, por Studio 92.

## Premios y nominaciones
| Año  | Premios       | Categoría         | Nominación a | Resultado | Ref.  |
| ---- | ------------- | ----------------- | ------------ | --------- | ----- |
| 2017 | Top DJ Awards | Mejor DJ nacional | Él mismo     | Nominado  | [ 6 ] |